# نورد-وست دویچر روندفونک

نشان‌وارهٔ نوردوست‌دویچ راندفانک

نورد وست‌ دویچر روندفونک (آلمانی: Nordwestdeutscher Rundfunk) سازمانی بود که مسئولیت پخش اخبار در ایالت‌های هامبورگ، نیدرزاکسن، شلسویگ-هولشتاین و نوردراین-وستفالن را از ۲۲ سپتامبر ۱۹۴۵ تا ۳۱ دسامبر ۱۹۵۵ بر عهده داشت. تا سال ۱۹۵۴، این سازمان مسئولیت پخش اخبار در برلین غربی را هم بر عهده داشت.